# 데니스 레이더
데니스 린 레이더(Dennis Lynn Rader, 1945년 3월 9일 ~ )는 캔자스 주에서 활동하던 연쇄 살인범으로, BTK(Bind, Torture, Kill.-묶고, 고문하고, 죽인다.)라는 별명은 그의 살인 특징이었으며, 그가 언론의 관심을 끌기 위해 직접 만들어낸 별명이다. 그는 총 10명을 살해하였다.
1970년대 오테로(Otero) 가족을 살해한 것으로 활동을 시작해, 총 10명을 살해한 후 잠적했다가 2000년 다시 나타나 한 장의 디스크를 보냈다. 경찰은 이 디스크로 아이피 추적을 하여 레이더를 2005년 2월 25일에 체포하는 데 성공하였다. 체포 당시 그는 교회의 목사였으며, 아주 정상적인 생활을 해온 것으로 알려져 있었다. 또한 30년간 아무런 증거를 남기지 않았다. 현재 데니스 레이더(BTK)는 감옥에서 수감중이다.
넷플릭스 오리지널 시리즈 '마인드헌터'의 시즌1, 2의 모든 에피소드의 오프닝에 등장한다.